# Lucien Laurat
Lucien Laurat (eigentlich: Otto Maschl; * 27. Dezember 1898 in Wien; † 10. März 1973 in Paris) war ein österreichisch-französischer Marxist, Autor und Esperantist. Er war einer der Gründer der Kommunistischen Partei Österreichs und war von 1923 bis 1927 in der Komintern aktiv. Anhänger der antistalinistischen Opposition wurde er in Frankreich ein bekannter marxistischer Ökonom.

## Leben
Lucien Laurat stammt aus einer österreichisch-tschechischen Familie in Wien. 1915 schloss er sich dem Verband sozialistischer Studenten an und war 1918 Mitgründer der KPÖ.
Frankophil bot Laurat Jules Humbert-Droz die Mitarbeit an der Zeitschrift La Nouvelle Internationale an. Laurat reiste 1920 mit Humbert-Droz zum 2. Weltkongress der Komintern. Durch seine Artikel wurde Boris Souvarine auf Laurat aufmerksam und schickte ihn 1921 bis 1923 als Korrespondent der L’Humanité nach Berlin. 1923 holte ihn Souvarine nach Moskau, wo er an der Kommunistischen Universität der Werktätigen des Ostens sowie als Übersetzer für die Pressestelle der Komintern tätig war. Nach dem Souvarine 1924 aus der Komintern ausgeschlossen, betätigte sich Laurat in der antistalinistischen Opposition. Unter Pseudonym publizierte er in Souvarines Bulletin Communiste. In seinem Zimmer im Hotel Lux trafen sich Oppositionelle wie Heinrich Brandler und August Thalheimer. 1927 verließ Laurat Moskau und ging nach Brüssel, wo er Redakteur von Le Drapeau Rouge der belgischen KP wurde. 1928 zog er wegen der Stalinisierung der belgischen KP nach Paris, wo er mühsam von Übersetzungen lebte.
1932 trat Laurat der SFIO bei. Er wurde in Frankreich ein anerkannter marxistischer Ökonom und war verantwortlich für die Kurse über Ökonomie der Bildungseinrichtung der CGT. Er beteiligte sich zusammen mit seiner Frau Marcelle Pommera (1905–1965) an der Gründung der Zeitschrift Le Combat Marxiste. Mit Raymond Queneau, Georges Bataille, Simone Weil und Karl Korsch war Laurat regelmäßiger Mitarbeiter von La Critique Sociale, einer 1931 von Boris Souvarine gegründeten Zeitschrift. Lucien Laurat setzte sich zusammen mit anderen Intellektuellen für die Freilassung von Victor Serge aus der Sowjetunion ein.
Am 30. Dezember 1937 wurde Laurat französischer Staatsbürger. 1939 wurde er in die französische Armee eingezogen. Als Kriegsgefangener gelang ihm die Flucht. Bei der Libération wurde er vom 30. September 1944 bis 23. Februar 1945 im Lager Drancy interniert.
Nach dem Krieg beteiligte er sich neben Boris Souvarine am BEIPI (Bulletin of Studies and International Political Information) sowie an den Zeitschriften Est et Quest und Le Contrat social. Seine Beiträge befassten sich hauptsächlich mit der Analyse der sowjetischen Wirtschaft und des Austro-Marxismus.

### Esperanto-Bewegung
Laurat schloss sich kurz vor dem Ersten Weltkrieg der Esperanto-Bewegung an. Er nahm im August 1925 in Wien am Internationalen Kongress der Arbeiteresperantisten teil, wo er auch seinen Freund Eugène Lanty traf, den Generalsekretär der Esperantistischen Internationale. Während seines Aufenthalts in der UdSSR war Laurat auch Mitglied des Zentralkomitees der Union sowjetischer Esperantisten (CK SEU).

## Schriften
- L'accumulation du capital d'après Rosa Luxembourg, Rivière, Paris 1930.
- Bilans: Cent années d'économie mondial, Éditions du Carrefour, Paris 1931.
- L'économie soviétique: sa dynamique, son mécanisme, Valois, 1931.
- La face économique du monde dans la septième année de la crise, Nouveau Prométhée, Paris 1936.
- Le marxisme en faillite?: Du marxisme de Marx au marxisme d'aujourd'hui, Pierre Tisné, 1939, englische Übersetzung Marxism and democracy. Gollancz, London 1940, Online verfügbar.
- Le Manifeste communiste de 1848 et le monde d'aujourd'hui, Self, 1948.
- Déchéance de l'Europe: capitalisme et socialisme devant l’héritage de la guerre, éditions Spartacus, Paris 1948.
- Du Komintern au Kominform, Les Îles d’Or, Paris 1951.
- Staline, la linguistique et l'impérialisme russe, Les Îles d’Or, Paris 1951, Online verfügbar.
- Le drame économique et monétaire français depuis la libération, mit Marcelle Pommera, Les Îles d’Or, Paris 1953
- Bilan de 25 ans de plans quinquennaux : 1929–1955, Les Îles d’Or, Paris 1955.
- Problèmes actuels du socialisme, Les Îles d’Or, Paris 1957.
- Frankreichs Weg von der Vierten zur Fünften Republik, Schmidt-Römhill, Lübeck 1960.
- Le Parti communiste autrichien: contributions à l'histoire du Comintern, Droz, 1965.
- Les Faits contre la doctrine dans l'économie soviétique, mit Claude Harmel, Est-ouest, 1966.